# Pheidole fervida
Pheidole fervida är en myrart som beskrevs av Smith 1874. Pheidole fervida ingår i släktet Pheidole och familjen myror.

## Underarter
Arten delas in i följande underarter:
- P. f. fervida
- P. f. kwazana